# Final Four 2015 da Euroliga
O Final Four 2015 da Euroliga é a fase final da Euroliga e na temporada 2014-2015 a sede escolhida foi Madrid, Espanha no Palacio de Deportes de la CAM, também conhecido por Barclaycard Center por motivos de patrocinador.

## A Sede
O Palacio de Deportes de la Comunidad de Madrid já havia sido escolhido como sede do Final Four de 2008 quando na ocasião o CSKA Moscou venceu o Maccabi Tel Aviv por 99:71.

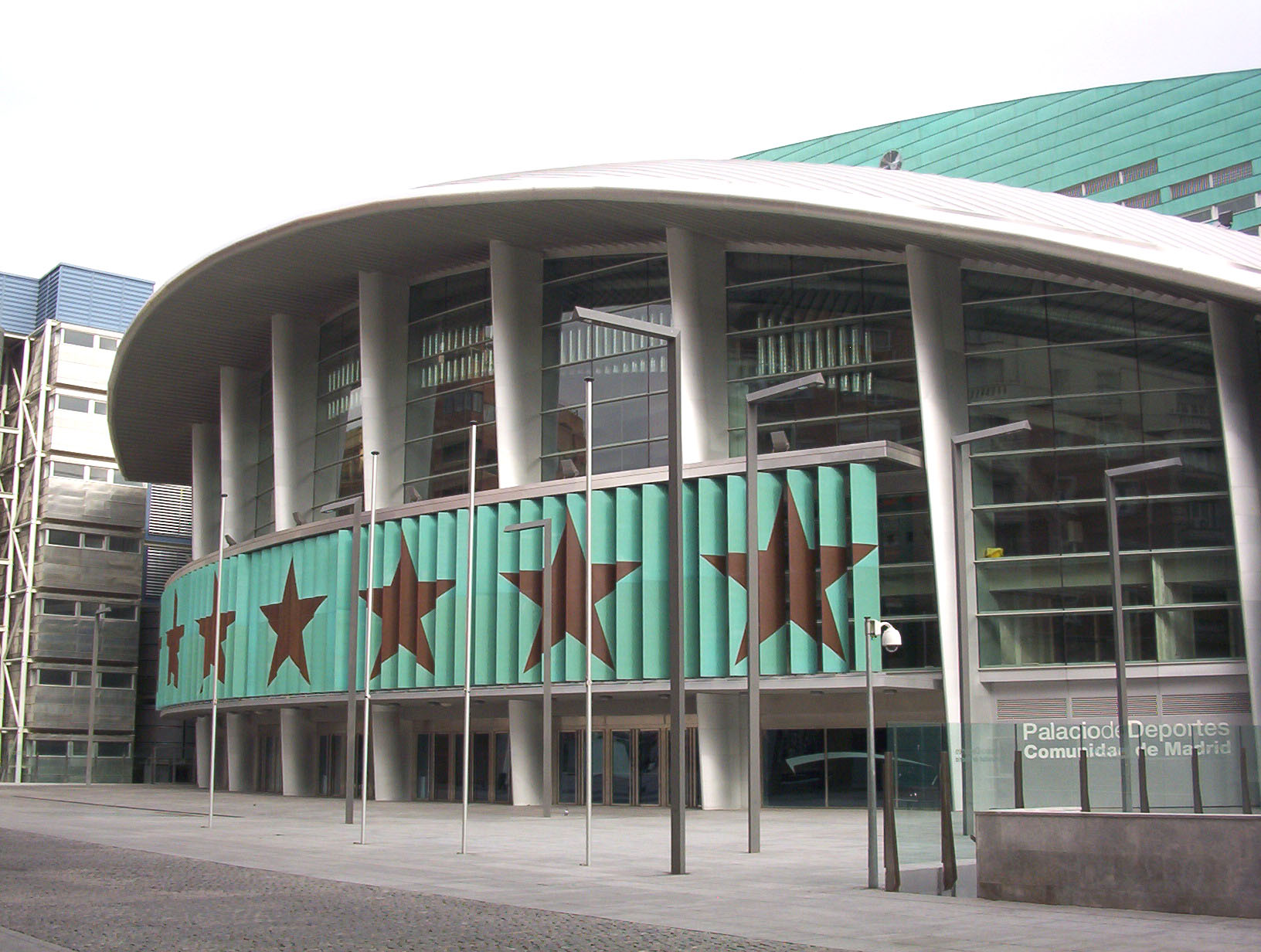
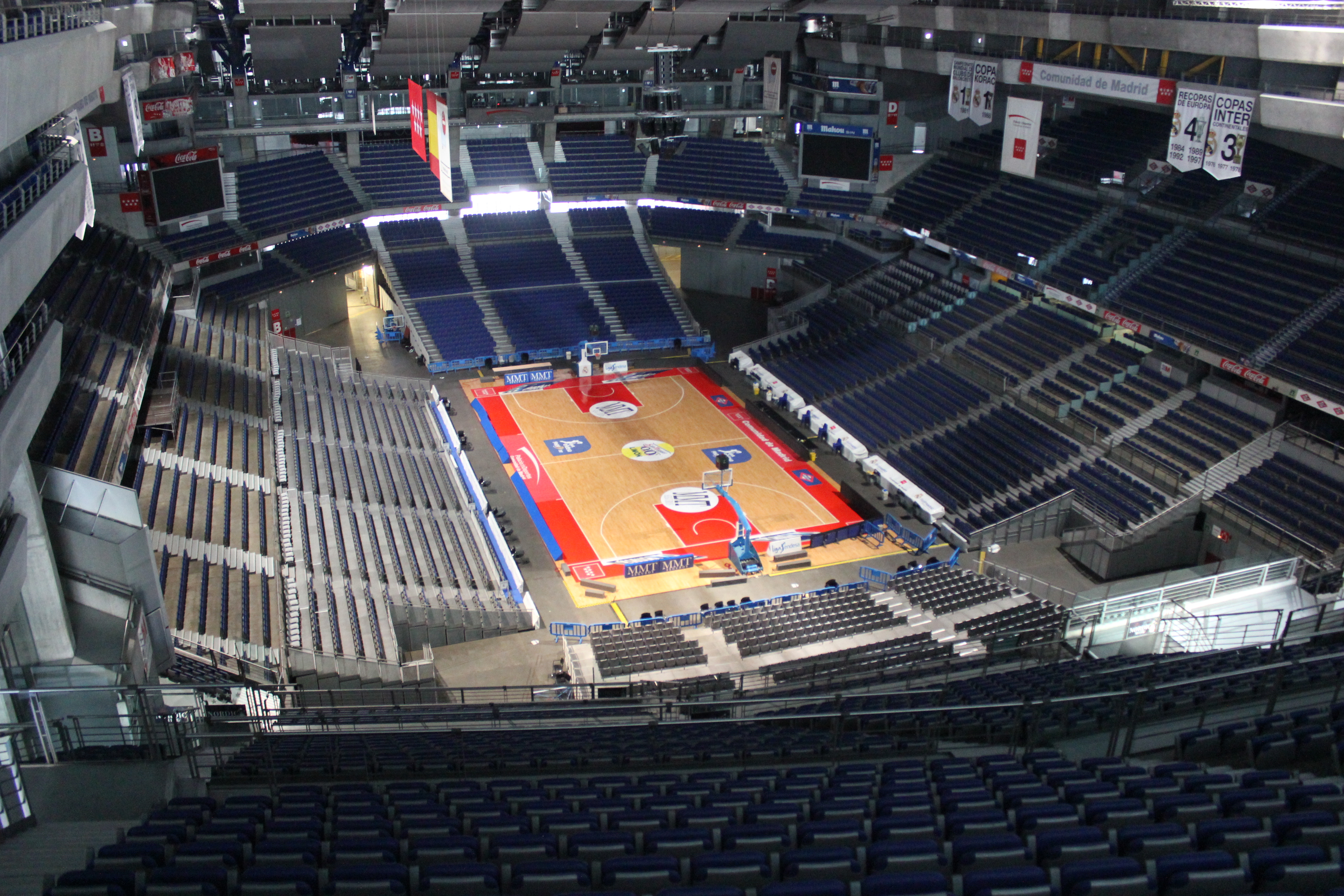
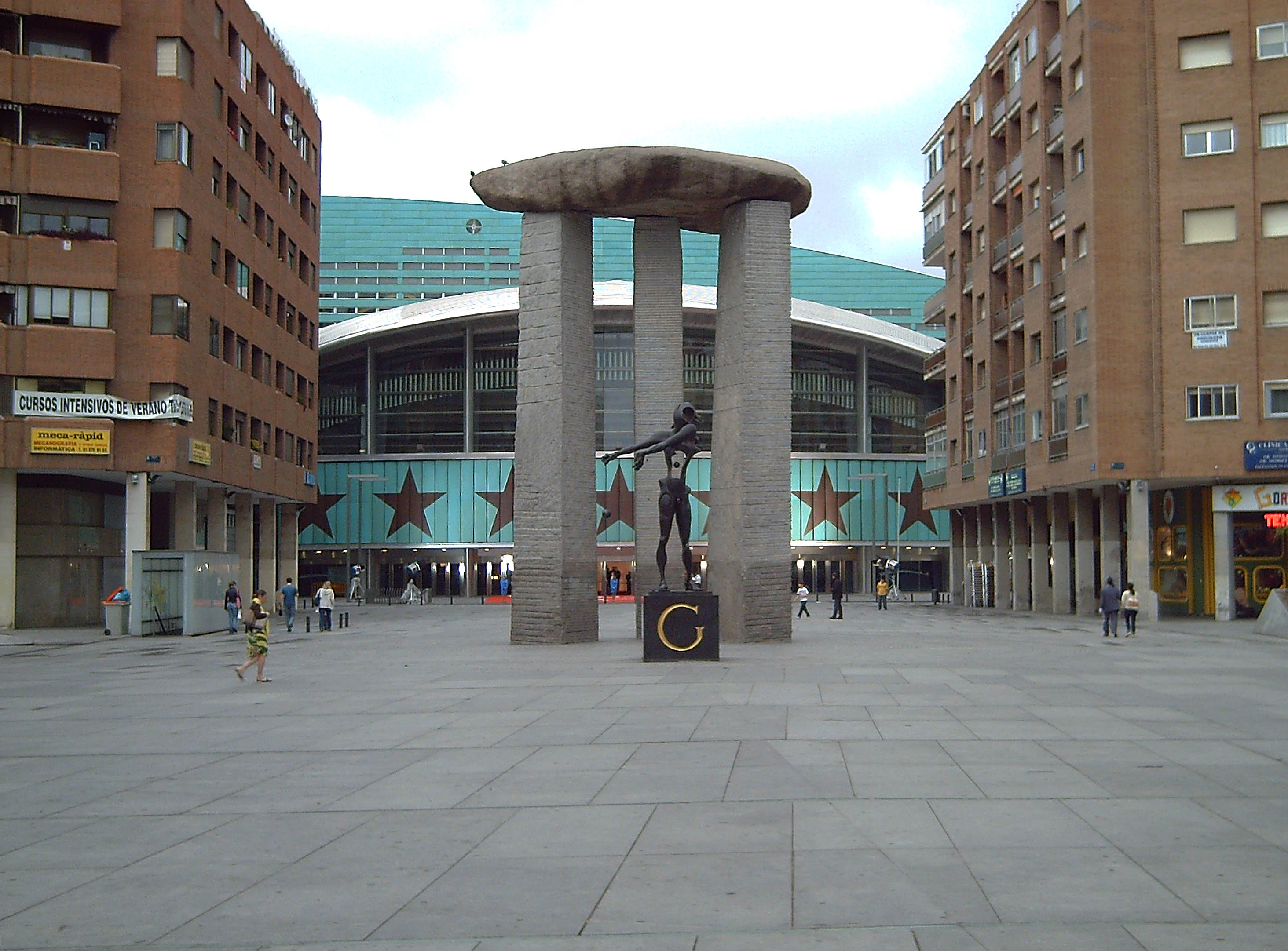
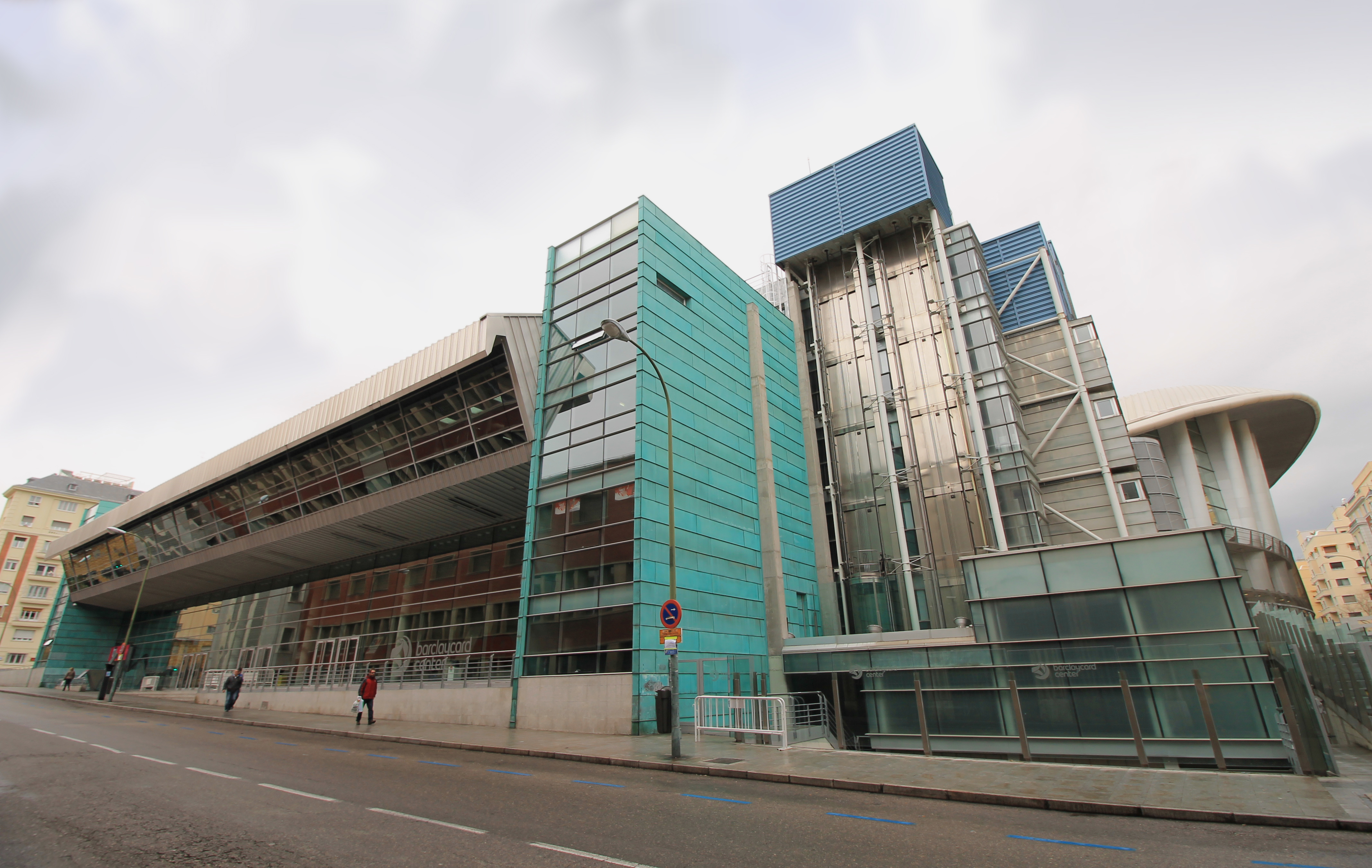
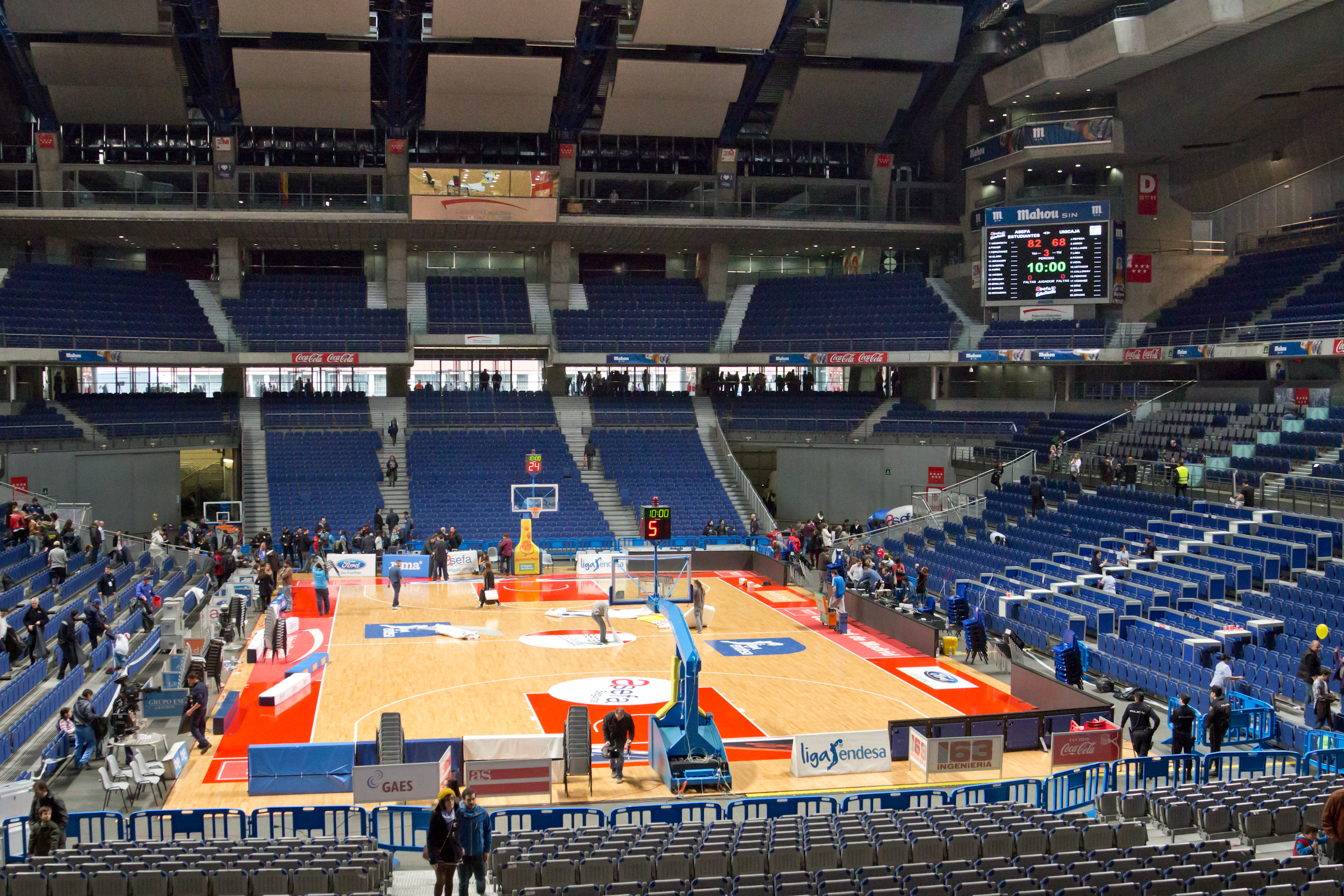
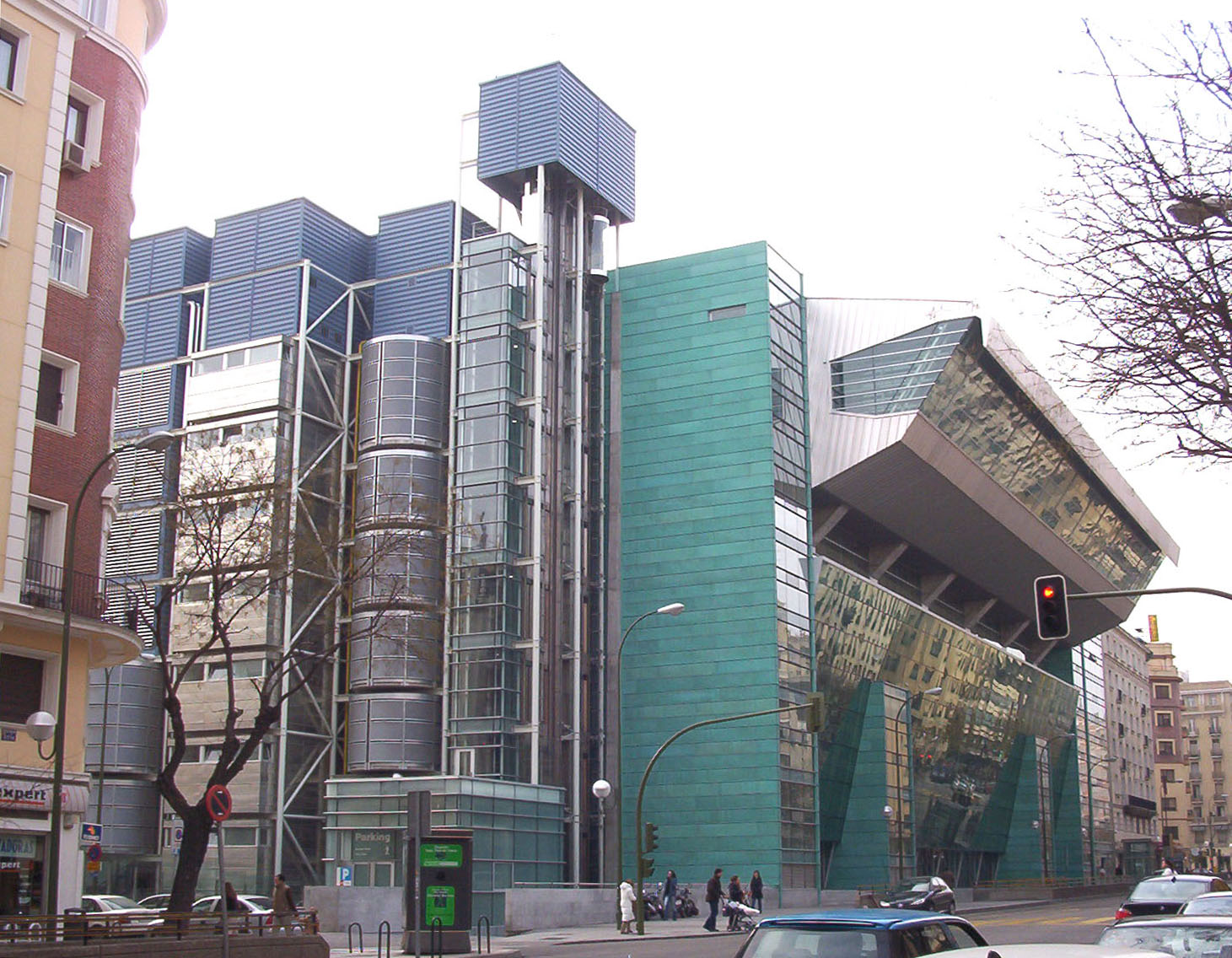

## Semifinais

### Semifinal 1 - Real Madrid x Fenerbahçe Ülker
| 15 de maio 21:00 | Relatório | Real Madrid                                   | 96–87 | Fenerbahçe Ülker                                                            |  | Barclaycard Center, Madrid Público: 12 634 |  |
| 15 de maio 21:00 | Relatório | Placar por quarto: 20–21, 35-14, 21-24, 20-28 |       |                                                                             |  | Barclaycard Center, Madrid Público: 12 634 |  |
| 15 de maio 21:00 | Relatório | Pts: Ayon 18 Rbts: Ayon 7 Asts: Llull 9       |       | Pts: Goudelock 26 Rbts: Goudelock e Vesely 6 Asts: Bogdanovic e Goudelock 4 |  | Barclaycard Center, Madrid Público: 12 634 |  |

| Real Madrid | Real Madrid | Real Madrid | Real Madrid | Real Madrid | Real Madrid |
| Jogador     | Jogador     | Pts         | Reb         | Assts       | Minutos     |
| ----------- | ----------- | ----------- | ----------- | ----------- | ----------- |
| 5           | Fernández   | 12          | 4           | 1           | 22:07       |
| 9           | Reyes       | 0           | 0           | 0           | 6:34        |
| 14          | Ayón        | 18          | 7           | 6           | 26:47       |
| 20          | Carroll     | 7           | 1           | 0           | 12:05       |
| 23          | Llull       | 12          | 2           | 9           | 31:01       |
| Suplentes   |             |             |             |             |             |
| 4           | Rivers      | 17          | 2           | 0           | 21:39       |
| 6           | Nocioni     | 12          | 6           | 1           | 26:52       |
| 7           | Campazzo    | -           | -           | -           | DNP         |
| 8           | Maciulis    | 2           | 0           | 0           | 6:34        |
| 13          | Rodriguez   | 13          | 0           | 7           | 27:39       |
| 30          | Bourousis   | 1           | 0           | 0           | 3:56        |
| 44          | Slaughter   | 1           | 4           | 1           | 12:53       |
| Treinador   | Treinador   | Laso        | Laso        | Laso        | Laso        |

| Fenerbahçe Ülker | Fenerbahçe Ülker | Fenerbahçe Ülker | Fenerbahçe Ülker | Fenerbahçe Ülker | Fenerbahçe Ülker |
| Jogador          | Jogador          | Pts              | Reb              | Assts            | Minutos          |
| ---------------- | ---------------- | ---------------- | ---------------- | ---------------- | ---------------- |
| 0                | Goudelock        | 26               | 6                | 4                | 34:03            |
| 13               | Bogdanovic       | 12               | 3                | 4                | 35:43            |
| 22               | Zoric            | 6                | 1                | 0                | 6:22             |
| 24               | Vesely           | 20               | 6                | 2                | 36:54            |
| 25               | Sipahi           | 0                | 1                | 0                | 6:08             |
| Suplentes        |                  |                  |                  |                  |                  |
| 1                | Zisis            | 2                | 0                | 2                | 19:05            |
| 8                | Bjelica          | 11               | 5                | 2                | 21:24            |
| 9                | Erden            | 0                | 1                | 0                | 1:36             |
| 10               | Mahmutoglu       | 6                | 4                | 1                | 17:02            |
| 15               | Cetin            | -                | -                | -                | DNP              |
| 21               | Savaz            | 2                | 1                | 0                | 4:20             |
| 24               | Preldzic         | 2                | 2                | 2                | 17:23            |
| Treinador        | Treinador        | Obradovic        | Obradovic        | Obradovic        | Obradovic        |

### Semifinal 1 CSKA Moscou x Olympiacos Piréus
| 15 de maio 18:00 | Relatório | CSKA Moscou                                                       | 68–70 | Olympiacos Piréus                                                 |  | Barclaycard Center, Madrid Público: 12 022 |  |
| 15 de maio 18:00 | Relatório | Placar por quarto: 20–17, 16–18, 15–12, 17 – 23                   |       |                                                                   |  | Barclaycard Center, Madrid Público: 12 022 |  |
| 15 de maio 18:00 | Relatório | Pts: de Colo 18 Rbts: Vorontsevich e Kirilenko 5 Asts: Teodosić 5 |       | Pts: Printezis 14 Rbts: Printezis 8 Asts: Printezis e Mantzaris 4 |  | Barclaycard Center, Madrid Público: 12 022 |  |

| CSKA Moscou | CSKA Moscou   | CSKA Moscou | CSKA Moscou | CSKA Moscou | CSKA Moscou |
| Jogador     | Jogador       | Pts         | Reb         | Assts       | Minutos     |
| ----------- | ------------- | ----------- | ----------- | ----------- | ----------- |
| 4           | Teodosić      | 8           | 3           | 5           | 23:16       |
| 13          | Weems         | 9           | 4           | 4           | 24:20       |
| 20          | Vorontsevich  | 5           | 5           | 1           | 26:52       |
| 24          | Kaun          | 11          | 4           | 0           | 24:30       |
| 47          | Kirilenko     | 5           | 5           | 1           | 19:11       |
| Suplentes   |               |             |             |             |             |
| 1           | de Colo       | 18          | 4           | 4           | 26:37       |
| 7           | Fridzon       | 0           | 0           | 0           | 0           |
| 8           | Nichols       | 0           | 0           | 0           | 3:07        |
| 9           | Aaron Jackson | 9           | 1           | 3           | 21:44       |
| 11          | Markoishvili  | 0           | 0           | 0           | 3:49        |
| 31          | Khryapa       | 2           | 2           | 2           | 13:41       |
| 42          | Hines         | 1           | 4           | 1           | 12:53       |
| Treinador   | Treinador     | Itoudis     | Itoudis     | Itoudis     | Itoudis     |

| Olympiacos Piréus | Olympiacos Piréus | Olympiacos Piréus | Olympiacos Piréus | Olympiacos Piréus | Olympiacos Piréus |
| Jogador           | Jogador           | Pts               | Reb               | Assts             | Minutos           |
| ----------------- | ----------------- | ----------------- | ----------------- | ----------------- | ----------------- |
| 6                 | Dunston           | 5                 | 5                 | 0                 | 19:38             |
| 7                 | Spanoulis         | 13                | 1                 | 3                 | 32:03             |
| 15                | Printezis         | 14                | 8                 | 4                 | 32:12             |
| 17                | Mantzaris         | 5                 | 1                 | 4                 | 23:37             |
| 21                | Darden            | 0                 | 0                 | 0                 | 4:19              |
| Suplentes         |                   |                   |                   |                   |                   |
| 4                 | Petway            | 5                 | 4                 | 0                 | 12:01             |
| 5                 | Hunter            | 2                 | 1                 | 0                 | 7:38              |
| 9                 | Papapetrou        | 0                 | 1                 | 0                 | 4:43              |
| 10                | Sloukas           | 10                | 2                 | 2                 | 17:59             |
| 16                | Agravanis         | 2                 | 4                 | 0                 | 07:46             |
| 20                | Lafayette         | 3                 | 0                 | 0                 | 09:05             |
| 24                | Lojeski           | 2                 | 3                 | 1                 | 13:08             |
| Treinador         | Treinador         | Sfairopoulos      | Sfairopoulos      | Sfairopoulos      | Sfairopoulos      |

## Decisão do Terceiro Lugar
| 17 de maio 17:00 | relatório | Fenerbahçe Ülker 80, CSKA Moscou 86              | Fenerbahçe Ülker 80, CSKA Moscou 86 | Fenerbahçe Ülker 80, CSKA Moscou 86                      |  | Barclaycard Center, Madrid Público: 9 849 Árbitros: Hierrezuelo, Dani (SPA), Lottermoser, Robert (GER) e Latisevs, Olegs (LAT) | euroleague.tv |
| 17 de maio 17:00 | relatório | Placar por quarto: 13-27, 11-21, 31-18, 25-20    |                                     |                                                          |  | Barclaycard Center, Madrid Público: 9 849 Árbitros: Hierrezuelo, Dani (SPA), Lottermoser, Robert (GER) e Latisevs, Olegs (LAT) | euroleague.tv |
| 17 de maio 17:00 | relatório | Pts: Goudelock 24 Rbts: Bjelica 10 Asts: Zisis 6 |                                     | Pts: de Colo 17 Rbts: Kaun e Kirilenko 6 Asts: Jackson 6 |  | Barclaycard Center, Madrid Público: 9 849 Árbitros: Hierrezuelo, Dani (SPA), Lottermoser, Robert (GER) e Latisevs, Olegs (LAT) | euroleague.tv |

## Final
| 17 de maio 20:00 |                                                           | Real Madrid 78, Olympiacos Piréus 59 | Real Madrid 78, Olympiacos Piréus 59                         | Real Madrid 78, Olympiacos Piréus 59 |  | Barclaycard Center, Madrid Público: 12 987 Árbitros: Pukl, Sasa (SLO), Ryzhyk, Boris (UKR) e Belosevic, Ilija (SRB) | euroleague.tv |
| 17 de maio 20:00 | Placar por quarto: 15-19, 20-9, 18-18, 25-13              |                                      |                                                              |                                      |  | Barclaycard Center, Madrid Público: 12 987 Árbitros: Pukl, Sasa (SLO), Ryzhyk, Boris (UKR) e Belosevic, Ilija (SRB) | euroleague.tv |
| 17 de maio 20:00 | Pts: Carroll 16 Rbts: Nocioni 7 Asts: Rodríguez e Llull 4 |                                      | Pts: Lojeski 17 Rbts: Hunter 7 Asts: Spanoulis e Printezis 3 |                                      |  | Barclaycard Center, Madrid Público: 12 987 Árbitros: Pukl, Sasa (SLO), Ryzhyk, Boris (UKR) e Belosevic, Ilija (SRB) | euroleague.tv |

| Real Madrid | Real Madrid | Real Madrid | Real Madrid | Real Madrid | Real Madrid |
| Jogador     | Jogador     | Pts         | Reb         | Assts       | Minutos     |
| ----------- | ----------- | ----------- | ----------- | ----------- | ----------- |
| 5           | Fernández   | 7           | 4           | 2           | 24:52       |
| 9           | Reyes       | 2           | 1           | 1           | 15:45       |
| 14          | Ayón        | 2           | 5           | 1           | 14:47       |
| 20          | Carroll     | 16          | 3           | 0           | 20:42       |
| 23          | Llull       | 12          | 0           | 4           | 21:37       |
| Suplentes   |             |             |             |             |             |
| 4           | Rivers      | 5           | 4           | 0           | 18:27       |
| 6           | Nocioni     | 12          | 7           | 2           | 22:26       |
| 7           | Campazzo    | -           | -           | -           | DNP         |
| 8           | Maciulis    | 9           | 4           | 0           | 15:40       |
| 13          | Rodriguez   | 11          | 3           | 4           | 24:11       |
| 30          | Bourousis   | 0           | 1           | 0           | 5:04        |
| 44          | Slaughter   | 2           | 4           | 0           | 16:29       |
| Treinador   | Treinador   | Laso        | Laso        | Laso        | Laso        |

| Olympiacos Piréus | Olympiacos Piréus | Olympiacos Piréus | Olympiacos Piréus | Olympiacos Piréus | Olympiacos Piréus |
| Jogador           | Jogador           | Pts               | Reb               | Assts             | Minutos           |
| ----------------- | ----------------- | ----------------- | ----------------- | ----------------- | ----------------- |
| 6                 | Dunston           | 4                 | 1                 | 2                 | 16:57             |
| 7                 | Spanoulis         | 3                 | 0                 | 3                 | 31:06             |
| 15                | Printezis         | 11                | 2                 | 3                 | 26:23             |
| 17                | Mantzaris         | 1                 | 3                 | 1                 | 20:18             |
| 21                | Darden            | 0                 | 1                 | 0                 | 5:08              |
| Suplentes         |                   |                   |                   |                   |                   |
| 4                 | Petway            | 2                 | 2                 | 1                 | 16:27             |
| 5                 | Hunter            | 10                | 7                 | 0                 | 16:27             |
| 9                 | Papapetrou        | 0                 | 0                 | 0                 | 1:52              |
| 10                | Sloukas           | 10                | 2                 | 2                 | 22:03             |
| 16                | Agravanis         | 0                 | 1                 | 0                 | 1:05              |
| 20                | Lafayette         | 1                 | 1                 | 2                 | 12:04             |
| 24                | Lojeski           | 17                | 2                 | 1                 | 30:10             |
| Treinador         | Treinador         | Sfairopoulos      | Sfairopoulos      | Sfairopoulos      | Sfairopoulos      |

## Líderes em estatísticas
| Rating | Jogador          | Clube            |
| ------ | ---------------- | ---------------- |
| 26.0   | Nemanja Bjelica  | Fenerbahçe Ülker |
| 19.0   | Matt Lojeski     | Olympiacos Piréu |
| 19.0   | Andrew Goudelock | Fenerbahçe Ülker |
| 18.0   | Jaycee Carroll   | Real Madrid      |
| 18.0   | Aaron Jackson    | CSKA Moscou      |

| Média | Jogador          | Clube            |
| ----- | ---------------- | ---------------- |
| 24.0  | Andrew Goudelock | Fenerbahçe Ülker |
| 18.9  | Nemanja Bjelica  | Fenerbahçe Ülker |
| 17.0  | Nando de Colo    | CSKA Moscou      |
| 17.0  | Matt Lojeski     | Olympiacos Piréu |
| 16.0  | Jaycee Carroll   | Real Madrid      |

| Média | Jogador          | Clube            |
| ----- | ---------------- | ---------------- |
| 10.0  | Nemanja Bjelica  | Fenerbahçe Ülker |
| 7.0   | Othello Hunter   | Olympiacos Piréu |
| 7.0   | Andrés Nocioni   | Real Madrid      |
| 6.0   | Sasha Kaun       | CSKA Moscou      |
| 6.0   | Andrei Kirilenko | CSKA Moscou      |

| Média | Jogador           | Clube            |
| ----- | ----------------- | ---------------- |
| 6.0   | Aaron Jackson     | CSKA Moscou      |
| 6.0   | Nikolaos Zisis    | Fenerbahçe Ülker |
| 4.0   | Bogdan Bogdanović | Fenerbahçe Ülker |
| 4.0   | Sergio Rodríguez  | Real Madrid      |
| 4.0   | Sergio Llull      | Real Madrid      |

 
|}

## MVP do Final Four
Depois da Grande Final entre Real Madrid e o Olympiacos Piréu durante as premiações foi divulgado que o argentino Andrés Nocioni, veterano com passagem na NBA e medalha de ouro nos Jogos Olímpicos de Verão de 2004, foi escolhido para receber o prêmio "Bwin MVP" dado para o melhor jogador do Final Four. 
O que pesou na decisão segundo a entidade patrocinadora da Euroliga foi o poder defensivo de Nocioni bem como sua cesta de três pontos quando faltavam 3:45 do quarto quarto que abriu corrida de 9-0 que pesou na vantagem do "los blancos".

## Campeões
| Euroliga 2014-2015 Campeões |
| --------------------------- |
| Real Madrid 8º Título       |